# 방곡터널
방곡터널(芳谷터널)은 부산광역시 기장군 정관읍 방곡리에서 경상남도 양산시 동면으로 연결되는 국도 제7호선에 있는 터널이다.
정관신도시를 지나 국가지원지방도 제60호선에 연결된다.

## 구조
- 편도 2차선의 쌍굴형식(길이: 하행550m, 상행576m)

## 길이
방곡터널은 쌍굴로 길이는 장안 방면 550m, 양산 방면 576m이다. 폭은 각 10m에 유효 폭은 7m, 높이는 6.73m이며, 편도 2차선으로 구성되어 있다.

## 건립
정관신도시로의 접근성을 높이기 위해 경상남도 양산시 동면에서 기장군의 정관신도시를 지나 장안까지 연결되는 도로가 개설되면서 건립된 터널이다. 2011년에 개통되어 현재에 이르고 있다.

## 현황
방곡터널은 경상남도 양산시 동면에서 정관신도시를 지나 장안으로 연결되는 도로상의 두 번째 터널로, 월평에서 부산 ~ 울산 간 국도 제7호선과 연결된다. 방곡터널은 함박산 남쪽을 통과하며, 정관농공단지의 북쪽에 자리하고 있다. 서쪽으로 정관 교차로가 있어 가동 마을과 정관읍사무소로 연결되고, 동쪽으로는 예림 교차로가 자리하고 있어 예림 마을과 이어진다. 정관농공단지는 두 교차로의 중앙부에 자리하고 있다. 방곡터널의 개통으로 시가지를 통과하던 기존 도로 외에도 장안읍 및 기장대로, 동해고속도로(부산울산고속도로)와 연결이 용이해져 이동의 편리성이 높아졌다.

## 경유 도로
- 장안읍
- 기장대로
- 동해고속도로(부산울산고속도로)
- 정관 교차로
- 예림 교차로